# 欧洲经济
歐洲有超過八億五千萬人和將近50個不同國家。和其他大洲一樣，歐洲各國的財富分佈有十分大的分別，但歐洲最窮的國家比其它各洲平均水平要高，財富的差別在歐洲可以粗略看到東西歐的鴻溝。雖然西歐所有國家都有很高的國內生產總值和生活水平，但是許多東歐國家的經濟是從崩潰了的共產主義國家發展來的(蘇聯和南斯拉夫)。
歐洲是第一個工業化的大陸，工業化起源於18世紀的英國。時至今日，歐洲已成為世界上最富有的大洲。歐洲最大的經濟體是德國，德國是世界第三大經濟體（按GDP計算）、世界第三大商品出口國和第三大商品進口國；其次是英國，在全球排名中國內生產總值排第六；而法國在全球GDP排名中排名第七，購買力平價排名第九。自從二次世界大戰後，歐洲國家之間有越來越多的接觸，最終令歐洲在1999年推出統一貨幣歐元。如果把歐盟作為一個國家計算，歐盟是世界最大的經濟體係。歐洲是世界上最富有的地區，其資產大約為三十五萬億美元超過了北美洲的三十萬億美元。

## 經濟發展

### 1945之前：工業的增長
在第二次世界大戰之前，歐洲的主要金融和工業國家是英國、法國和德國。工業革命在英國開始，曾在歐洲迅速蔓延。比利时是欧洲大陆第一个实现全面工业化的国家。瑞士与捷克的工业化程度在一战前仅次于英法德与低地三国而高于北欧国家，而且瑞士的外向型工业化战略和捷克的重工业主导型工业化战略都成为后来欧洲之外的后发国家工业化的范式。第一次世界大戰 略為地導致了一些歐洲國家的工業受阻，但隨着離第二次世界大戰越來越近，歐洲各國的經濟已經迅速恢復，不斷增加的競爭與經濟實力已足以比美當時的美國。
然而，在第二次世界大戰發生後，歐洲的大部分的工業中心受到嚴重破壞，歐洲許多的基礎建設被荒廢，法国损失了整整四年的GDP总量，匈牙利和希腊的货币完全崩溃，捷克发达的重工业沦为二流水准。

### 45 年至90年：冷戰時代
在1947年，因著二戰的經濟破壞，美國提出了「馬歇爾計劃」，向歐洲提供了經濟援助金（簡稱經援）。英國、法國等西歐國家組成了歐洲經濟合作組織，以分配美國提供的經緩並合作計劃歐洲重建的事宜。但是，因著蘇聯的阻止，原本也可參與組織的東歐國家無法參與，造成了東西歐經濟合作分割的情景。

#### 西歐方面
歐洲經濟合作組織為西歐經濟以及日後整個歐洲經濟統合奠定了基礎。這使基礎建設的共享和跨界行業大大的增加。雖然這些西歐國家的經濟迅速增長。

#### 東歐方面
在1947年，因東歐無法以美國經援作經濟重建，蘇聯提出了與馬歇爾計劃相對的「莫洛托夫計劃」。1949年，東歐各國成立了經濟互助委員會。在80年代，經濟互助委員會的經濟吃力地進行，主要是由於冷戰時期大量的成本 ，因此東歐國家的國內生產總值和生活水平也低於西方鄰國。即使是自由市場的希臘，由於位於歐洲的東南面地理上隔絕了西歐國家的交流，因此，經濟仍然是吃力地進行。
在這段時期，歐洲共同體從原來第二次世界大戰後初期的6個成員，增至12個。

### 歐盟的崛起
蘇聯於1991年左右解體，從蘇聯解體獨立出來的國家努力適應自由市場制度。一些中歐國家，如匈牙利、斯洛文尼亞和波蘭正迅速而合理化地適應了自由市場制度，它們在自由市場制度的實行中獲得了巨大的成功，而在這時的前蘇聯國家如俄國和烏克蘭正努力改革其基礎建設。
西歐當時正快速發展經濟聯繫與新民主，前蘇聯國家因改變而滅亡，而前南斯拉夫共和國則正陷入戰爭中。
歐洲最大經濟體德國在1990年統一，俄羅斯控制的大部分東德地區不得不取消其在冷戰期間的工業基礎設施，多年來西德竭力建立東德的工業基礎設施致其到同等水平。
南斯拉夫經歷了十年不和平日子，直至2003年，仍然有許多北約組織和歐洲聯盟維和部隊在波斯尼亞和黑塞哥維那馬其頓和科索沃。戰爭嚴重地阻礙了經濟增長，只有斯洛文尼亞在1990年有一些實質經濟增長。
在這段時期，歐洲的經濟是由歐盟主導的，歐盟是一個巨大的經濟和政治組織，有15個歐洲國家成為正式成員。很多國家渴望成為歐盟成員國，歐盟給予了很大支持和援助那些中歐和東歐國家努力達到一定的經濟體系，以符合加盟標準。在這段時期，15個成員國中有12個成為歐元區貨幣聯盟 在1999年推出，即每個成員使用共同的貨幣－歐元，以取代其前任國家的貨幣。有三個歐盟成員國(丹麥、瑞典和英國)選擇留在歐元區以外，不使用歐元而繼續用自己的貨幣。

### 2004-2007：歐盟擴大
2004年初，10多個前共產主義國家加入歐盟，使歐盟成員增至25個，另有8個正在制訂相關的貿易協議。加入的國家未來有義務加入歐元區和採用歐元作共同貨幣。這個過程包括了歐洲匯率機制，其中一些國家已經在進行中。
大多數歐洲經濟狀況非常良好，這在內陸的經濟反映出了這一點。除了在一些衝突和動盪的前南斯拉夫國家和高加索地區的不斷阻礙其地區經濟增長外。
為拒衡歐盟的大量增長，2005年，以俄羅斯為主的独联体創立，以對抗歐盟貿易集團，其為開放給任何前蘇聯國家（包括歐洲和亞洲國家）。 有12個歐盟成員國加入了獨聯體，其中三個國家為位於波羅的海的國家。儘管如此，有三個高加索國家已表示，他們終有一天會考慮申請加入歐盟，特別是格魯吉亞。

## 區域差異
在西歐，貿易自由、市場體系以及高層次的發展在上個世紀具有悠久的歷史，而且一直較東歐富裕及穩定，這是由於西歐的增長率較東歐高。最貧窮的國家是那些剛剛擺脫共產主義和內戰，特别是那些前蘇聯(不包括爱沙尼亚)和前南斯拉夫的國家(不包括斯洛文尼亚)。但西歐國家也是有差異的，尤其是在北方的國家（北欧五国、低地三国、奥地利、英国、法国、德国西部、意大利北部等）和南方的國家(西班牙、葡萄牙、希腊、意大利南部等)。儘管南歐國家經濟不如其他西部歐洲國家, 經濟仍然比東部歐洲的前共產國家發展的较好。

人均GDP差異圖

## 知名企业

### 低地三国
- 荷兰皇家壳牌集团（Royal Dutch/ Shell Group of Companies）：荷兰最大的工业公司，在2013年《财富》杂志评选的全球500强中位居第一。1907年由荷兰皇家石油公司与英国壳牌运输和贸易公司合并而成，实行两总部控股制，其中荷兰资本占60％，英国占40％，两总部分别设在鹿特丹和伦敦。集团公司下设14个分部，分别经营石油、天然气、化工产品、有色金属、煤炭等，其中石油、石化燃料的生产和销售能力居世界第二位。

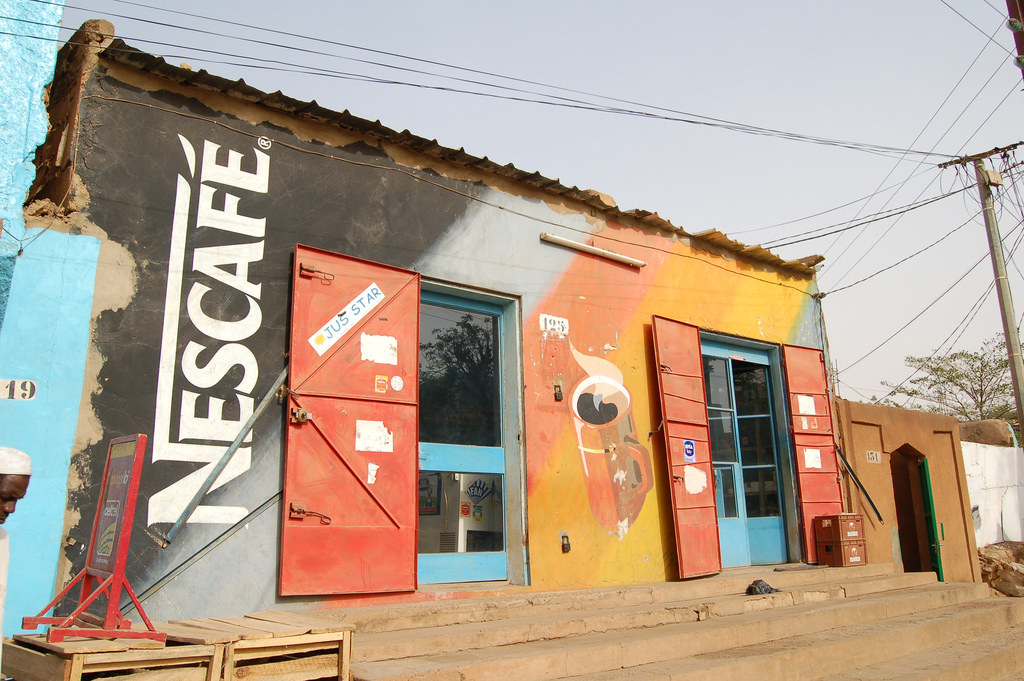
雀巢咖啡

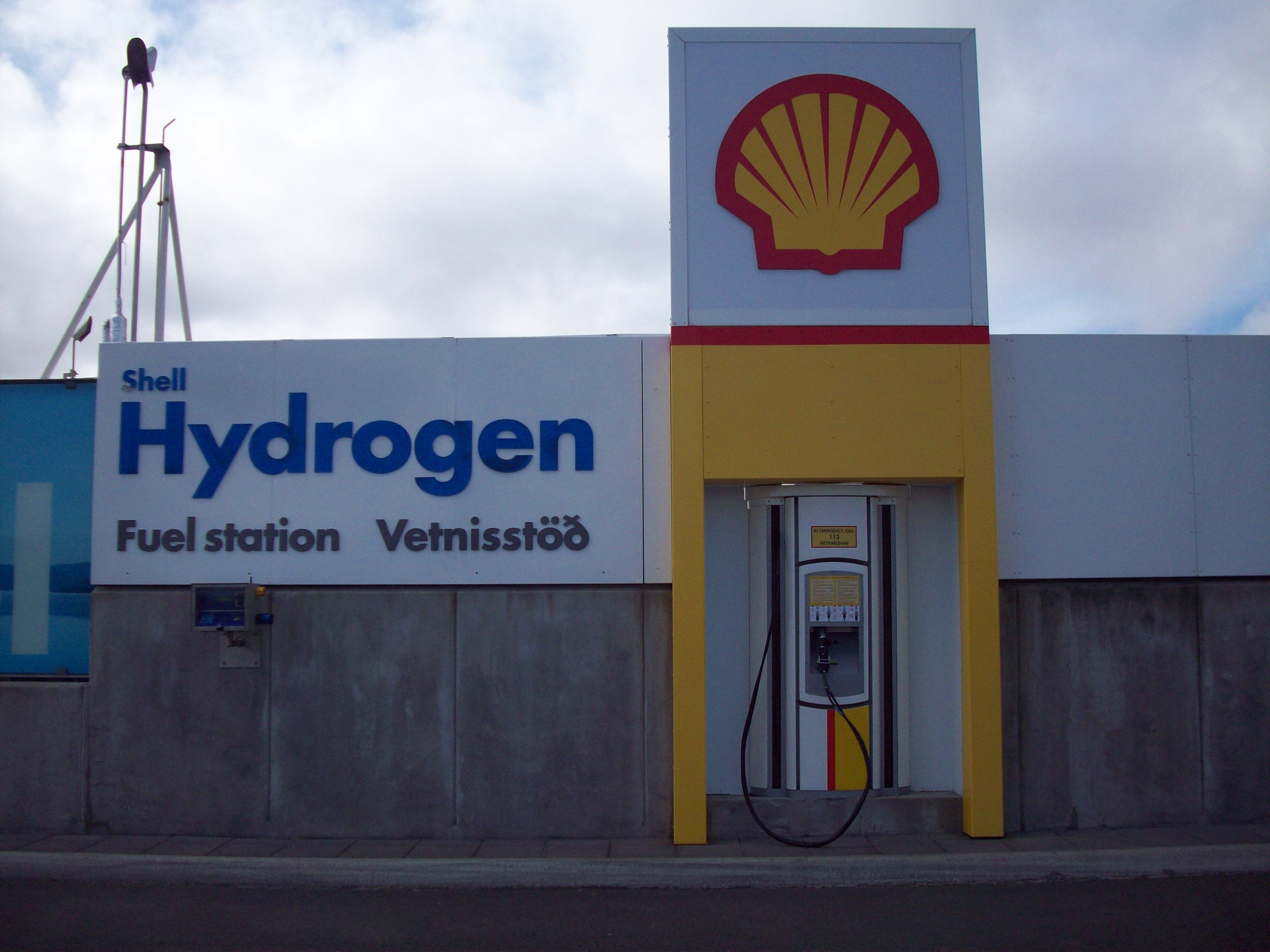
壳牌集团汽油

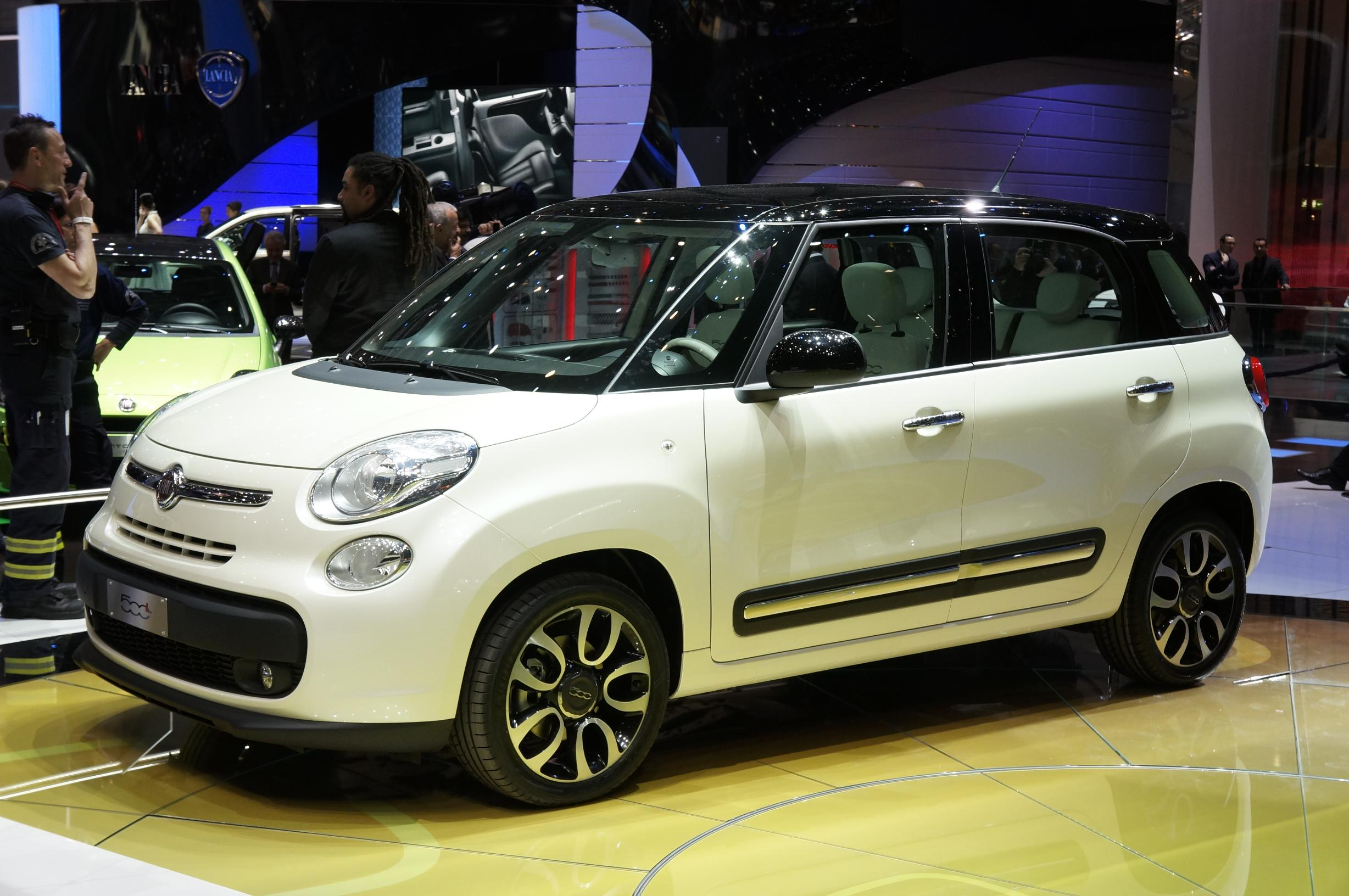
飛雅特500汽車

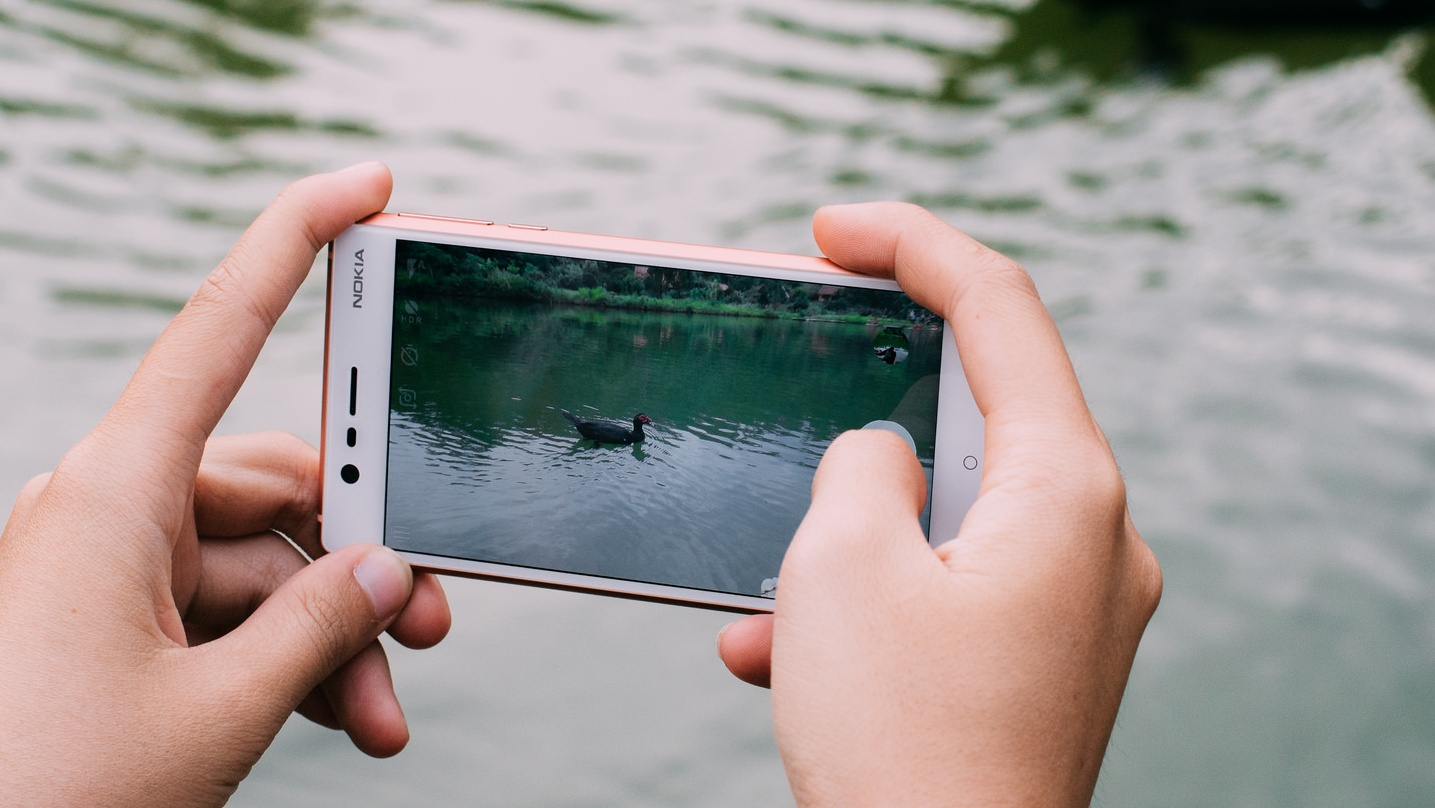
諾基亞3 (2017)

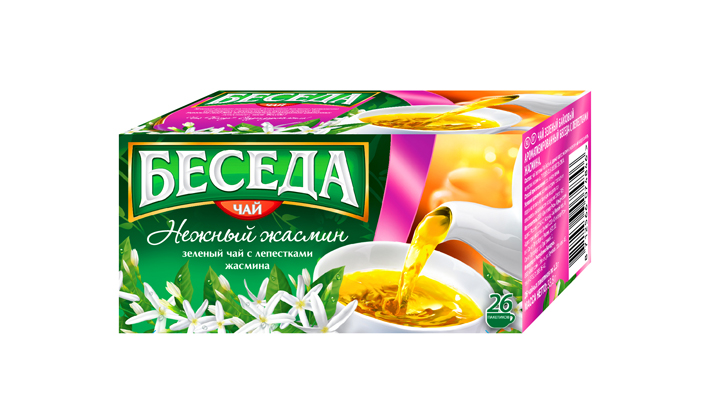
聯合利華茶品

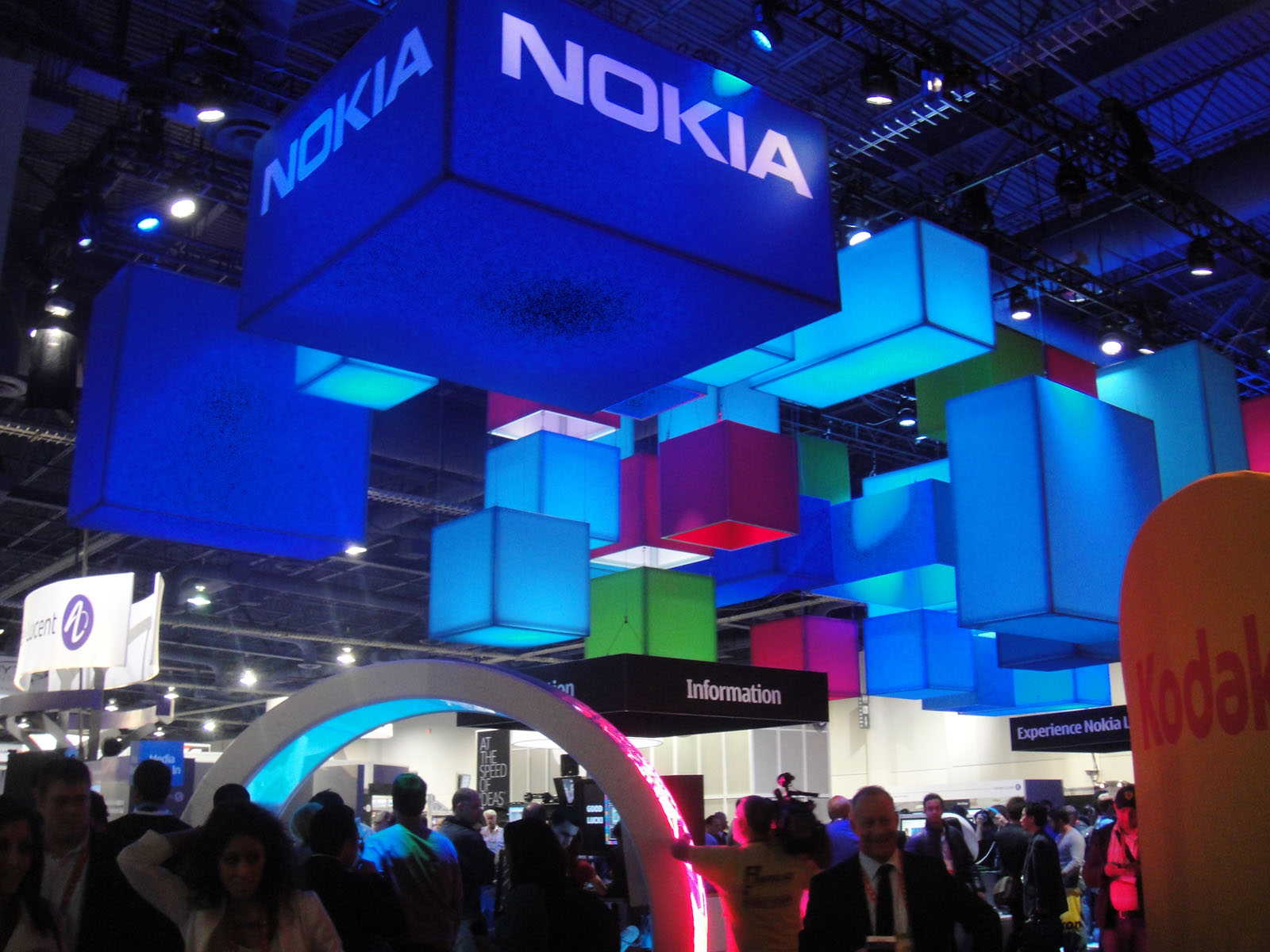
諾基亞手機展覽

- 飞利浦电子公司（Philips Electronic N.V）：在2013年《财富》杂志评选的全球500强中列第347位，在世界电子行业中排名第7。在60多个国家设有营业机构，其股票在9个国家的16个交易所上市。主要生产视听产品、照明、电子元件、半导体、医疗设备、小家电、工业电子及商业电子等，其中照明设备、彩色显像管、电动剃须刀、X光分析仪及音响设备在国际市场居领先地位。
- 联合利华公司（Unilever N.V）：荷兰与英国的合资企业。世界著名日用及食品化工集团，在2013年《财富》杂志评选的全球500强中列第135位。公司在荷兰鹿特丹和英国伦敦各有一个总部。荷兰部分主要生产食品，英国则主要生产日用化工产品。集团现有员工分布在世界70多个国家和地区。
- 阿克苏-诺贝尔公司（Akzo Nobel N.V）：跨国化工和医药集团，1994年由荷兰阿克苏公司和瑞典诺贝尔公司合并而成。公司主要有药品、涂料和化学3个部门，在世界60多个国家和地区设有分支机构。主要经营盐、碱、塑料、添加剂、工业及纺织用纤维、各种薄膜、医疗设备、药品及药品生产用原料等。
- 安赛乐-米塔尔集团：卢森堡最大的企业，世界第一大钢铁集团。总部设在卢森堡市。 2001年，卢森堡钢铁巨子阿尔贝德钢铁公司与法国北方和西班牙阿塞拉利亚合并，形成钢铁巨鳄安赛乐集团（Arcelor）。2006 年7月，安赛乐又与世界第一钢铁巨人米塔尔合并，成立安赛乐-米塔尔集团。2010年，集团年产粗钢9060万吨，占世界钢铁产量8%，年销售额780亿美元。在60多个国家设有分支机构，员工总数约32万人，其中有5870人在卢森堡本国。[1]
- 欧洲卫星公司：成立于1985年，总部设在卢森堡。该公司通过运营ASTRA、AMERICOM及 NEW SKIES卫星系统为客户提供电视、广播和多媒体直接到户的信息传送服务，是世界第二大卫星运营商。其卫星信号全球覆盖率达99.999%，截至2007年底，1.22亿欧洲家庭可接收该公司卫星转播的2400套电视、电台节目。公司拥有卫星数量40颗，居欧洲首位、世界第二，公司计划2009-2010年再发射9颗卫星。公司还参股SES SIRIUS、 QUETZSAT、CIEL、亚星公司等多家卫星运营商。

### 瑞士
- 雀巢公司：成立于1866年，总部设在瑞士的韦维，现已发展成为世界上最大的食品工业集团。公司主要产品有饮料、奶制品、冷冻食品、成品及半成品食物、巧克力和糖果等。
- ABB集团：1988年由ASEA公司和BBC Brown Boveri公司合并而成，是瑞士的一个业务遍及全球的电气工程集团，主要业务包括开发、生产和销售发电设备、高压输电设备及系统、中低压配电设备及安装和电力机车等。总部设在苏黎世。
- 诺华公司（Novartis）：总部在瑞士巴塞尔，世界第二大医药公司。由瑞士两大化工集团汽巴·嘉基和山度士于1996年3月合并而成。主要经营医疗保健、农用化学品和食品。

### 意大利
- 芬梅卡尼卡集团（Gruppo Finmeccanica）：是意大利最大的高科技集团公司，公司总产值占意大利国防工业总产值的70%，国家控股32.4%，涉及航空、航天、能源、电子防务、交通和信息技术等领域。集团主要进行飞机、直升机、卫星、导弹系统、雷达、火车及发电机组的设计和生产。
- 菲亚特集团（Gruppo Fiat）：全称意大利都灵汽车制造厂，1899年创办，1906年正式用现名，总部设在都灵。由阿涅利家族控制的企业。
- 倍耐力集团（Pirelli S.p.A）：意大利最大（也是欧洲最大）的橡胶制品生产商。主要经营范围：橡胶轮胎、电缆和通讯设备。总部设在米兰，目前在世界各地有24家子公司，分别为意大利5家、巴西5家、英国2家、德国2家、土耳其2家、罗马尼亚2家、阿根廷1家、中国1家、埃及1家、西班牙1家、美国1家以及委内瑞拉1家。业务结构遍布全球160多个国家的主要市场和拥有约10000家经销商及零售商。
- 忠利集团（Gruppo Generali）， 成立于1831年。欧洲第三大保险集团，世界十大保险集团之一。由297家公司组成，其中107家保险公司，119家金融与房地产公司。忠利集团与50多个国家有业务往来。

### 北欧
- A.P.穆勒-马士基集团（A.P.Moller-Maersk Group）：丹麦的一家企业，全球最大集装箱航运公司。总部在哥本哈根。还从事石油天然气勘探与开发、航空运输、商品零售等。[2]
- 诺和诺德集团（Novo Nordisk）：丹麦企业，世界著名医药和生化制品集团公司。2000年，诺和诺德决定将两类核心业务拆分，负责制药业务的公司沿用原名，负责酶制剂业务的公司改名为诺维信（Novozymes）。诺和诺德生产的胰岛素和诺维信生产的酶制剂分别占世界市场份额的50%和40%以上。总部在哥本哈根，在欧美、亚洲均设有生产厂。
- 丹佛斯集团（Danfoss）：成立于1933年，丹麦的最大工业集团，在制冷、供热、水处理和传动控制制造领域居世界领先地位，产品注重环保、节能、增效。
- 诺基亚集团（Nokia）：成立于1865年的俄属芬兰，早期从事造纸、化工、橡胶行业，60年代开始进入电信市场，取得快速发展。主要生产移动和固定电信网络设备及移动电话，全球领先的数字移动和固定网络供应商之一。2013年9月，将旗下手机业务出售给微软。
- 芬欧汇川集团（UPM－Kymmene）：芬兰国内除诺基亚外最大的企业，世界第三大纸和纸制品生产商，具有百年历史，在芬兰拥有93万公顷森林，年平均消费林材24万立方米。主要生产纸张纸浆、纸板和包装薄膜。
- 沃尔沃汽车公司（Volvo）（瑞典）
- 爱立信公司（Ericsson）（瑞典）